# Nederlandse Franz Kafka-Kring

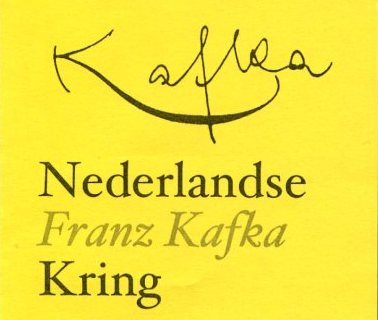
Logo van Kafka-Kring

De Nederlandse Franz Kafka-Kring is een stichting die het werk, leven van de schrijver Franz Kafka bestudeert. De stichting is opgericht in 1992. De stichting richt zich op het gehele Nederlandstalig gebied.

## Geschiedenis
Feitelijk werd de Kafka-Kring opgericht in oktober 1992 tijdens een voorbereidende bijeenkomst in de Agnietenkapel in Amsterdam. Het initiatief daartoe was genomen door enkele Kafka-experts en -liefhebbers. De Vlaamse literatuurwetenschapper Jacques De Visscher en de Duits-Nederlandse germanist Horst Steinmetz hielden een lezing. Er bleek voldoende belangstelling te bestaan voor een Kafka-genootschap. Sinds 1995 heeft de Kring een website (aanvankelijk bij de historische De Digitale Stad). In 1998 meldde zich de 100e donateur. In 2015 kwam de kring op Facebook.

## Publicaties

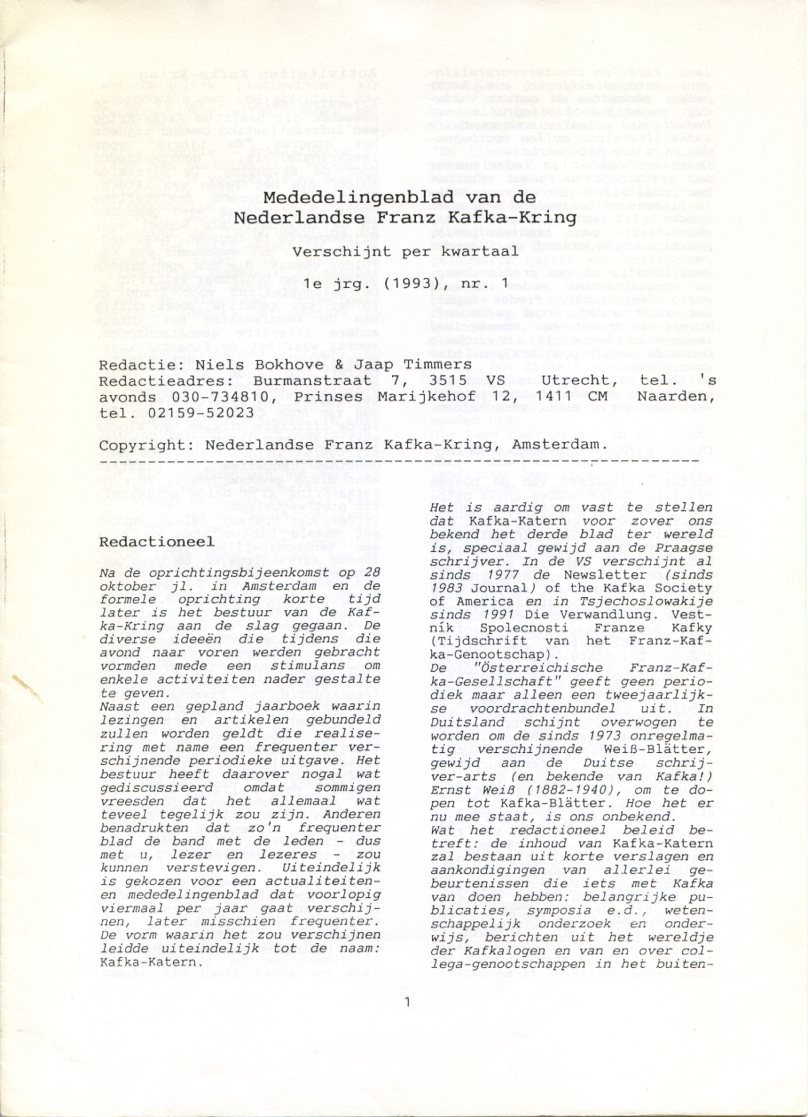
Omslag van eerste Kafka-Katern

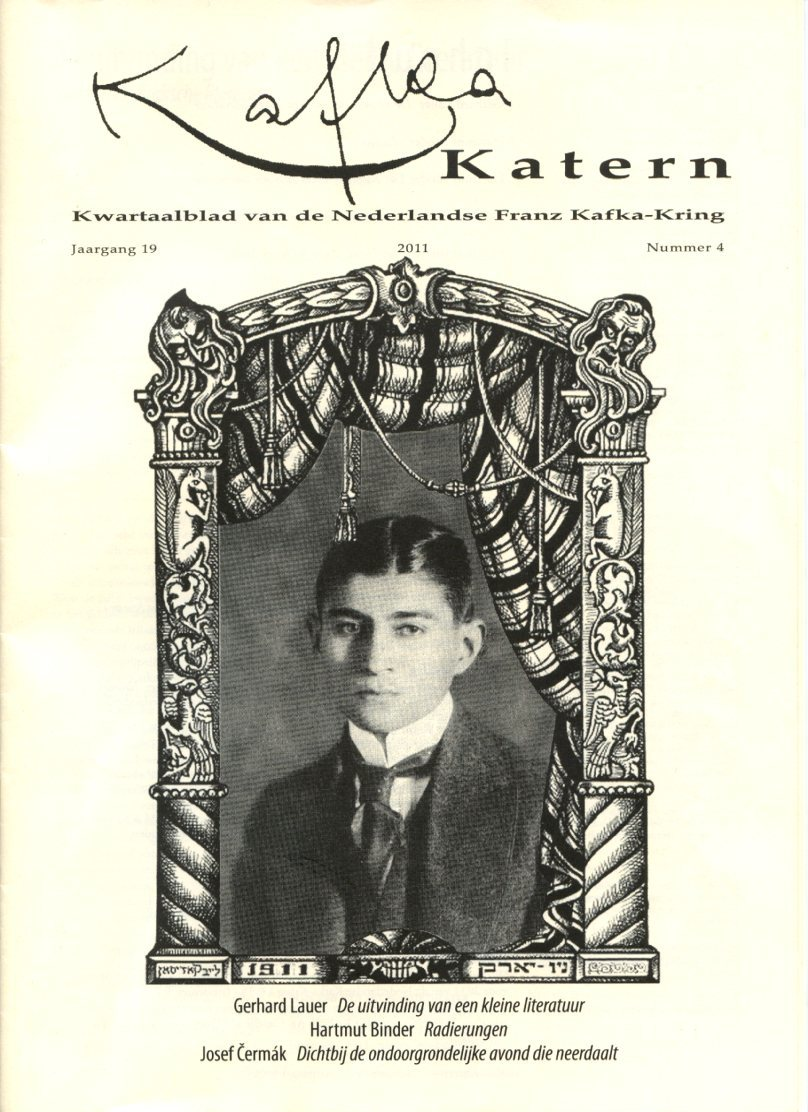
Omslag van laatste Kafka-Katern

In 1993 verscheen het eerste nummer van het kwartaalblad onder de titel Mededelingenblad van de Nederlandse Franz Kafka-Kring, dat al bij het tweede nummer de hoofdtitel Kafka-Katern kreeg. Vanaf de tweede jaargang luidde de ondertitel: Kwartaalblad van de Nederlandse Franz Kafka-Kring. Vele bekende internationale Kafka-kenners droegen graag bij aan het blad, naast de Newsletter, later de Journal of The Kafka Society of America (1977) en Die Verwandlung, Věstník Společnosti Franze Kafky/Bulletin der Franz Kafka-Gesellschaft (Praag) het enige alleen aan Kafka gewijde tijdschrift ter wereld: de Duitsers Hartmut Binder, Hans-Gerd Koch, Reiner Stach, Gerhard Neumann, Winfried Poßner, Klaus Wagenbach, de Vlamingen Vivian Liska en Lieven Jonckheere, de Engelsman Ritchie Robertson, de Tsjechen Josef Čermák en Marek Nekula, de Canadees Anthony Northey, de Oostenrijkers Gerhard Rieck en Hannelore Rodlauer, de Italiaan Mauro Nervi, de Amerikaanse Kathi Diamant, en verder auteurs uit Nederland en de boezem van de Kring: germanisten Klaus Zickhardt (†), Nic Bakker (†), Els Andringa, dichter-vertaler Willem van Toorn, criticus Arjan Peters, vertaler Tsjechisch Kees Mercks, jurist Hans-Richard Eyl (†). Neerlandicus Herman Verhaar (†) droeg jarenlang de column ‘Kübelreiter’ bij.
Regelmatig waren de afleveringen, soms als dubbelnummer, aan speciale thema’s gewijd: 1896 – Milena Jesenská – 1996 (1996/3), Kafka en het lichaam (1997/2), Kafka en de Nederlandse letteren – 1992 Nederlandse Franz Kafka-Kring 1997 (1997/4), Kafka en de kunsten (1998/2), Kafka en de taal (1998/3), Der Process (1999/1), ‘Berlin als Zwischenstation’ – Franz Kafka in Berlijn 1923-1924 (1999/2-3), 1912: Kafka’s doorbraak (2000/3), Kafka in Israël (2001/1), Kafka’s stijl (2002/2-3), Kafka en de beeldende kunst (2003/2-3), Kafka’s laatste weken. Tachtig jaar na zijn dood, 3 juni 1924 (2004/2), Kafka Populair (2004/3), Kafka & Celan (2004/4), Klaus Wagenbach 75 (2005/1-2), Kafka en de wereldliteratuur (2006/2-3), Kafka in Hongarije (2006/4), Kafka en de Wolffs (2007/1), Franz Kafka en Jaroslav Hašek (2007/2-3) en Franz Kafka en 1908 (2007/4).
Eind 2011 werd met de 15de jaargang het Kafka-Katern beëindigd. Het toen nieuwe bestuur kon de tijd daarvoor niet meer vinden. Dit tot verdriet van velen, niet alleen de auteurs maar ook de donateurs, die zich merendeels abonné van het Kafka-Katern voelden. Om toch de communicatie met de donateur te onderhouden werd de nieuwsbrief Großer Lärm gestart, die op onregelmatige tijden verschijnt als er een aanleiding voor is.
Naast het Kafka-Katern werd in 1995 met een boekjesreeks, het Kafka-Cahier, begonnen, waarvan tot nu toe zeven deeltjes zijn verschenen: 
1. Horst Steinmetz, Over de moeilijkheid Kafka te begrijpen / Jacques De Visscher, Pleidooi voor een verschuiving in de Kafka-interpretatie (1995)
2. ‘Ik vind dit niet mooi, dit is mooi’. Nic Bakker over Franz Kafka. Ter nagedachtenis aan Nic Bakker (1926-2000) (2000)
3. Vijftien Kolenkitjes en meer. Herman Verhaar over Franz Kafka (2011).
4. Kafka's jeugd - schrijverschap & jodendom (2016): bijdragen van Reiner Stach en Leo Frijda
5. Kafka's dierentuin (2016): bijdragen van Julia Encke, Maarten Frankenhuis en Niels Bokhove
6. Kwarteeuw Kafka-Kring. Nederlandse Franz Kafka-Kring 1992-2017 (2017): bijdragen van Ton Naaijkens, Jacques De Visscher en Thomas Verbogt
7. Lezingen 28 oktober 2018 (2019): bijdragen van Wout van Bekkum en Sabine Dominik & Emmy van Swaaij

## Internationale contacten
Vanaf het begin heeft de Kafka-Kring contact onderhouden met andere Kafka-genootschappen in de wereld: de Österreichische Franz Kafka-Gesellschaft, de Kafka Society of America, Společnost Franze Kafky (Tsjechië) en de Deutsche Kafka-Gesellschaft. Maar ook met Mauro Nervi en diens website The Kafka Project.

## Activiteiten
Conform de plannen van de Kafka-Kring wordt er sinds 1993 jaarlijks een bijeenkomst (heel soms meer dan een) georganiseerd, vrijwel altijd in het Goethe-Institut in Amsterdam of Rotterdam en soms in samenwerking met andere organisaties. Tot nu toe zijn de volgende thema's aan de orde geweest:
1993Een vriendschap in brieven: presentatie van de Nederlandse vertaling van de briefwisseling van Franz Kafka en Max Brod. Lezingen door Willem van Toorn en Hannelore Rodlauer (A).
1994Franz Kafka's Amerika (Der Verschollene) met lezingen door o.a. de Duitse germanist Jost Schillemiet en De Groene-hoofdredacteur Martin van Amerongen.
1995Kafka-interpreteren: werk en leven? met discussie tussen germanist Cor de Back (werk) en Kafka-kenner Niels Bokhove (leven).
1996Variaties op Kafka. Een avond over vertaalbaarheid (i.s.m. de SLAA) met o.a. de vertalers Willem van Toorn, Wil Hansen, Paul Beers en Nelleke van Maaren. — Honderdste geboortedag van Milena Jesenská herdacht. — Gast Klaus Wagenbach spreekt over Mein Leben mit Kafka.
1997Fragment en duisternis bij Franz Kafka met lezingen van schrijver Willem Brakman, psychoanalyticus Lieven Jonckheere en germanist Jürgen Born.
1998Kafka en zijn tijd met o.a. als gastspreker de Duitse germanist Gerhard Neumann.
1999Hoe Kafka tot de verbeelding spreekt met forumdiscussie, voordracht van "Een verslag voor een academie" door acteur Pierre Bokma en wereldpremière van aria "Der neue Advokat" van Bob Hanf. Herdenking van Kafka’s 75ste sterfdag in Goethe-Institut te Amsterdam en Rotterdam.
2000Kafka en de vrouw met lezingen van germanisten Vivian Liska en Andrea Wolff en bestuurslid Hans-Richard Eyl.
2001Kafka’s verbeelding met als sprekers Hans-Gerd Koch, bezorger van kritische Kafka-editie, en schrijver & Kafka-liefhebber Thomas Verbogt.
2002Tweede lustrumsymposium met "De nachtkus van Kafka’s moeder" door Niels Bokhove, Hans-Richard Eyl over "Kafka’s erotische voorkeur" en Boris van den Wijngaard[dode link] met zijn theaterstuk Kraai — de kafkavaleske mars.
2003Het culturele Praag in Kafka’s tijd met lezingen door de Tsjechische germanist Josef Čermák en de Nederlandse vertaler Tsjechisch Kees Mercks.
2004Begegnungen/Ontmoetingen: Kafka & Celan, i.s.m. met o.a. Paul Celan Genootschap, met lezingen van Ewout van der Knaap, Ton Naaijkens, Marek Nekula, Vivian Liska, Gregor Laschen, Axel Gellhaus en Niels Bokhove.
2005Kafka en het jiddisch i.s.m. met St. Jiddisch van Willy Brill, met o.a. Vivian Liska.
2006Kafka’s fabrieken met lezingen van Niels Bokhove en Cor de Back en met Kafka-teksten op muziek. — Kafka en de beeldende kunst met lezingen door Niels Bokhove (voordracht Boris van den Wijngaard[dode link]) en beeldend kunstenaar en Kafka-portretteur Ralph Prins en presentatie van het boek 'Einmal ein großer Zeichner’. Franz Kafka als bildender Künstler (Vitalis, Praag).
2008125 jaar Kafka met lezingen "Kafka en de wereldliteratuur" door Cor de Back, "Was Kafka een Europeaan?" door Niels Bokhove, Kafka-columns door NRC-columnist Frits Abrahams, gedichten van Kafka op muziek.
2012Die Herrlichkeit des Lebens: presentatie van Michael Kumpfmüllers roman over Kafka en Dora Diamant.
2013Ist das Kafka?: lezing door Kafka-biograaf Reiner Stach. — Lezing door en discussie met Mark Gelber, Israëlisch germanist, over Does Kafka’s heritage belong to Israel? (i.s.m. Menasseh Ben Israël Instituut) 
In dit jaar werkte de Kafka-Kring mee aan het symposium Vestdijk verwerkt Kafka van de Vestdijkkring.
2014Franz Kafka & James Joyce, i.s.m. XXIV International James Joyce Symposium: lezing door Joyce- & Kafka-kenner Maria Kager, voordracht door acteurs Alana Gillespie en Genio de Groot.
2015Kafka's jeugd: schrijverschap en jodendom met lezingen door biograaf Reiner Stach en Kafka-liefhebber Leo Frijda.
In het begin werden er ook af en toe leesbijeenkomsten belegd, maar die liepen niet - mogelijk door de spreiding van de donateurs over geheel Nederland en Vlaanderen (en zelfs daarbuiten) - en werden gestopt.
2016Kafka’s dierentuin: lezingen door Julia Encke, redacteur literatuur Frankfurter Allgemeine Sonntagszeitung (Berlijn), Maarten Frankenhuis, oud-directeur dierentuin Artis, en Niels Bokhove, Kring-voorzitter. Voordracht door acteur-theatermaker Boris van den Wijngaard.
2017Kwarteeuw Kafka-Kring: lezingen door Ton Naaijkens, Jacques De Visscher en Thomas Verbogt. Voordracht door acteur-theatermaker Boris van den Wijngaard.
Enkele malen nam de Kafka-Kring deel aan markten van Nederlandse literaire genootschappen.

## Links
Officiële website: www.kafka-kring.nl